# René Bloch
Pour les articles homonymes, voir Bloch et Dassault.
René Bloch (1923, Francfort-sur-le-Main - 2016, Paris) est un ingénieur du Génie maritime puis un ingénieur général de l'Armement, branche du Génie maritime, dit « l'Amiral Bloch ». Polytechnicien (X 1943A), membre des Forces françaises libres, il participe au développement de l'aéronautique navale (avions Aquilon, CM 175 Zéphyr, Br 1050 Alizé, Etendard IV et surtout du patrouilleur de l'OTAN, le Br 1150 Atlantic), et de  la force de frappe française.

## Éléments biographiques
Fils de David Bloch, industriel à Strasbourg, et d'Irma Benjamin, de Francfort-sur-le-Main, René Moïse Bloch est né le 18 février 1923 à Francfort-sur-le-Main en Allemagne,. Il est issu d'une famille juive alsacienne avec une forte tradition talmudique étant petit-fils de rabbin.
Le 18 février 1973, l’ingénieur général René Bloch épouse à Paris Lucienne Marino (1932-2010), pianiste talentueuse, 1er prix du Conservatoire de Paris, disciple d’Yvonne Lefébure et d’Arturo Benedetti Michangeli.

Ils n'ont pas d'enfant. Elle meurt le 9 août 2010 à Paris.
Il fait des études au Lycée Fustel-de-Coulanges à Strasbourg, à Jeanson-de-Sailly à Paris, à Gay-Lussac à Limoges, au lycée Bugeaud à Alger.
Engagé volontaire dans les Forces françaises libres (1942) ; admis à l'École polytechnique (1943) ; élève à l'École des élèves aspirants de Cherchell (1943-1944) ; affecté à la 1re division française libre, campagnes d’Italie et de France ; élève de la promotion 1943A de l'École polytechnique ; admis dans le corps du Génie maritime, option Aéronautique navale (1946) ; Master of Art à l'Université Harvard (1946-1947) ; ingénieur-élève à l'École du Génie maritime (1947-1948) ; ingénieur-élève à l'École supérieure de l'Aéronautique (1948-1950) ;  attaché à la direction des constructions et armes navales à Toulon (section aéronautique) (1950-1952) ; chef de la section marine du Service technique aéronautique à Paris (1952-1961) ; adjoint pour les questions internationales à la Direction technique et industrielle de l’aéronautique à Paris (1961-1964) ; directeur des Affaires internationales au ministère des Armées (1964-1966) ; directeur du Centre d’essais des Landes (1969-1981) ; à la disposition du ministre de la Défense (1981-1985) ;  admis en deuxième section des ingénieurs de l'Armement (19 février 1985).
Ingénieur conseil (1985), conseiller de l’état-major du groupe United Technologies Corporation (1984-2002), de la société Raychem (1985-1996), du groupe Bremer Vulkan/Atlas Electronik (1993-1996).
Membre de l’Association aéronautique et astronautique de France ; membre de l'Institute of Electrical and Electronic Engineers ; Fellow de la Royal Aeronautical Society, de l'American Institute of Aeronautics and Astronautics.

Membre de la Fondation Charles de Gaulle.
Il est élu le 24 mars 1987 à l'Académie de marine, section Sciences et Techniques, succédant à M. Pierre Blanc, nommé secrétaire perpétuel ; il en est vice-président (1996-1998), puis président (1998-2000). 
René Bloch est mort le 3 décembre 2016 à Paris. Les honneurs militaires lui sont rendus le 6 décembre 2016 dans la cour de l'hôtel des Invalides. 
Son éloge est prononcé le 18 décembre 2019 à l'Académie de marine par le contre-amiral (2s) Jacques Petit, son successeur, en présence du Grand-Rabbin Haïm Korsia, de sa famille, de représentants de la Fondation Charles de Gaulle. 
Ses archives personnelles sont déposées dans un fonds privé au Service historique de la Défense, ses uniformes et maquettes enrichissent les collections du musée de l'aéronautique navale de Rochefort.

### La Seconde Guerre mondiale
Alors qu'il prépare l'École polytechnique au lycée Bugeaud, le 20 décembre 1942, il s'engage dans les Forces Françaises Libres auprès du bureau de la Royal Navy du port d'Alger, deux jours avant l'assassinat de l'amiral Darlan.
Après avoir été reçu à l'École polytechnique en 1943 et avoir été élève de l'École des élèves aspirants (EEA) de Cherchell (1943-1944), il est affecté le 1er avril 1944 comme aspirant d'artillerie coloniale à la 3e batterie, 2e section du 21e groupe antillais de défense contre-avions de la 1re Division française libre (1re DFL) sur le front italien ; il participe aux combats du Mont Cassin, Rome, Montefiascone et Radicofani ; il est blessé pendant cette campagne.
Le 11 août 1944 son groupe embarque à Tarente et débarque le 16 août 1944 à Cavalaire avec la force Garbo de l'armée B sous les ordres du général de Lattre de Tassigny et participe à la libération du Sud de la France.

Le 10 novembre 1944, il quitte la zone des combats et est acheminé vers l'École polytechnique.

## Honneurs
- Grand officier de la Légion d'honneur (13 mars 2009)
- Croix du combattant volontaire de la Résistance
- Croix du combattant volontaire de la guerre de 1939-1945
- Croix du combattant
- Médaille commémorative des services volontaires dans la France libre
- Médaille de l'Aéronautique
- Médaille commémorative de la guerre 1939-1945
- Médaille commémorative de la campagne d'Italie (1943-1944)
- Officier de l'ordre du Mérite agricole
- Grand officier de l'ordre du Mérite (1966)
- Commandeur de l'ordre d'Orange-Nassau (1969)
- Commandeur de l'ordre de Léopold (1970)
- Commandeur de l’ordre de la Solidarité italienne (1972)
- Grand officier de l’ordre d’Aviz (Portugal) (1976)
- Pingouin d'honneur de l'Aéronautique navale (1994).
- Judith Hemmendinger est promue Officier de la Légion d'honneur le 9 décembre 2003 à l'Hôtel de la Monnaie de Paris et reçoit l'insigne de son grade des mains de l'ingénieur général René Bloch[9].